# И один в поле воин (роман Дольд-Михайлика)
«И один в поле воин» (укр. «І один у полі воїн») — остросюжетный приключенческий роман советского украинского писателя Юрия Дольд-Михайлика.
Роман, написанный в 1956 году, описывает подвиг советских разведчиков в немецком тылу в годы Великой Отечественной войны. Главный герой романа разведчик Григорий Гончаренко (он же — Генрих фон Гольдринг) во время войны 1941—1945 годов действует в глубоком враждебном тылу.
Время действия: с осени 1941 до конца весны 1945 года.
Место действия: восточная Белоруссия, юго-восточная Франция (главным образом Сен-Реми и его окрестности, изредка Бонвиль, атлантическая часть Атлантического вала и Париж), северная Италия, изредка Мюнхен и Москва.
В центре книги Генрих фон Гольдринг, немецкий барон, обладатель миллионного состояния, близкий родственник влиятельного функционера СС. Только немногим известно, что под маской холёного фашистского офицера скрывается другой человек, скучающий по далекой Родине, по друзьям и близким, который и днём и ночью ведёт безжалостную борьбу с врагом на своем участке невидимого фронта.
Произведение было издано в 1956 году и сразу стало бестселлером. Первый роман трилогии — «И один в поле воин» — был написан и издан на волне десталинизации 1956 года. Почти сразу его перевели на русский, польский, румынский, венгерский, словацкий, чешский, немецкий языки. Только на территории СССР в течение шести лет книгу напечатали общим тиражом в 3 миллиона экземпляров. Завоевал широкую популярность в стране и за её пределами. Два последующих романа о Григории Гончаренко — «У чёрных рыцарей» (1964) и «Гроза на Шпрее» (1965) — по мнению читателей и критиков, писателю удались немного меньше.
Прототипом главного героя является разведчик старший лейтенант Николай Кузнецов, действовавший в тылу вермахта, как оберлейтенант Пауль Зиберт.
По роману снят кинофильм «Вдали от Родины» на киностудии имени Довженко по сценарию, написанному самим Ю. Дольдом-Михайликом. Позднее на основе сюжета польские кинематографисты выпустили сериал «Ставка больше чем жизнь». Продолжения — романы «У чорних лицарів» (1964), «Над Шпрее клубочаться хмари» (1965).